# Collegio uninominale Piemonte - 08
Il collegio elettorale uninominale Piemonte - 08 è stato un collegio elettorale uninominale della Repubblica Italiana per l'elezione del Senato tra il 2017 ed il 2022.

## Territorio
Come previsto dalla legge elettorale italiana del 2017, il collegio era stato definito tramite decreto legislativo all'interno della circoscrizione Piemonte.
Era formato dal territorio di 250 comuni: Acceglio, Aisone, Alba, Albaretto della Torre, Alto, Argentera, Arguello, Bagnasco, Bagnolo Piemonte, Baldissero d'Alba, Barbaresco, Barge, Barolo, Bastia Mondovì, Battifollo, Beinette, Bellino, Belvedere Langhe, Bene Vagienna, Benevello, Bergolo, Bernezzo, Bonvicino, Borgo San Dalmazzo, Borgomale, Bosia, Bossolasco, Boves, Bra, Briaglia, Briga Alta, Brondello, Brossasco, Busca, Camerana, Camo, Canale, Canosio, Caprauna, Caraglio, Caramagna Piemonte, Cardè, Carrù, Cartignano, Casalgrasso, Castagnito, Casteldelfino, Castellar, Castelletto Stura, Castelletto Uzzone, Castellinaldo d'Alba, Castellino Tanaro, Castelmagno, Castelnuovo di Ceva, Castiglione Falletto, Castiglione Tinella, Castino, Cavallerleone, Cavallermaggiore, Celle di Macra, Centallo, Ceresole Alba, Cerretto Langhe, Cervasca, Cervere, Ceva, Cherasco, Chiusa di Pesio, Cigliè, Cissone, Clavesana, Corneliano d'Alba, Cortemilia, Cossano Belbo, Costigliole Saluzzo, Cravanzana, Crissolo, Cuneo, Demonte, Diano d'Alba, Dogliani, Dronero, Elva, Entracque, Envie, Farigliano, Faule, Feisoglio, Fossano, Frabosa Soprana, Frabosa Sottana, Frassino, Gaiola, Gambasca, Garessio, Genola, Gorzegno, Gottasecca, Govone, Grinzane Cavour, Guarene, Igliano, Isasca, La Morra, Lagnasco, Lequio Berria, Lequio Tanaro, Lesegno, Levice, Limone Piemonte, Lisio, Macra, Magliano Alfieri, Magliano Alpi, Mango, Manta, Marene, Margarita, Marmora, Marsaglia, Martiniana Po, Melle, Moiola, Mombarcaro, Mombasiglio, Monastero di Vasco, Monasterolo Casotto, Monasterolo di Savigliano, Monchiero, Mondovì, Monesiglio, Monforte d'Alba, Montà, Montaldo di Mondovì, Montaldo Roero, Montanera, Montelupo Albese, Montemale di Cuneo, Monterosso Grana, Monteu Roero, Montezemolo, Monticello d'Alba, Moretta, Morozzo, Murazzano, Murello, Narzole, Neive, Neviglie, Niella Belbo, Niella Tanaro, Novello, Nucetto, Oncino, Ormea, Ostana, Paesana, Pagno, Pamparato, Paroldo, Perletto, Perlo, Peveragno, Pezzolo Valle Uzzone, Pianfei, Piasco, Pietraporzio, Piobesi d'Alba, Piozzo, Pocapaglia, Polonghera, Pontechianale, Pradleves, Prazzo, Priero, Priocca, Priola, Prunetto, Racconigi, Revello, Rifreddo, Rittana, Roaschia, Roascio, Robilante, Roburent, Rocca Cigliè, Rocca de' Baldi, Roccabruna, Roccaforte Mondovì, Roccasparvera, Roccavione, Rocchetta Belbo, Roddi, Roddino, Rodello, Rossana, Ruffia, Sale delle Langhe, Sale San Giovanni, Saliceto, Salmour, Saluzzo, Sambuco, Sampeyre, San Benedetto Belbo, San Damiano Macra, San Michele Mondovì, Sanfrè, Sanfront, Santa Vittoria d'Alba, Sant'Albano Stura, Santo Stefano Belbo, Santo Stefano Roero, Savigliano, Scagnello, Scarnafigi, Serralunga d'Alba, Serravalle Langhe, Sinio, Somano, Sommariva del Bosco, Sommariva Perno, Stroppo, Tarantasca, Torre Bormida, Torre Mondovì, Torre San Giorgio, Torresina, Treiso, Trezzo Tinella, Trinità, Valdieri, Valgrana, Valloriate, Valmala, Venasca, Verduno, Vernante, Verzuolo, Vezza d'Alba, Vicoforte, Vignolo, Villafalletto, Villanova Mondovì, Villanova Solaro, Villar San Costanzo, Vinadio, Viola, Vottignasco.
Il collegio era parte del collegio plurinominale Piemonte - 02.

## Eletti
| Elezione | Elezione | Senatore       | Partito      |
| -------- | -------- | -------------- | ------------ |
|          | 2018     | Marco Perosino | Forza Italia |

## Dati elettorali

### XVIII legislatura
Come previsto dalla legge elettorale, 116 senatori erano eletti con sistema a maggioranza relativa in altrettanti collegi uninominali a turno unico.
| Candidati              | Candidati                | Voti    | %     | Liste                    | Voti    | %     |
| ---------------------- | ------------------------ | ------- | ----- | ------------------------ | ------- | ----- |
|                        | Marco Perosino ✔️ Eletto | 144 432 | 47,89 | Lega                     | 85 725  | 28,43 |
| Forza Italia           | Marco Perosino ✔️ Eletto | 144 432 | 47,89 | 43 971                   | 14,58   |       |
| Fratelli d'Italia      | Marco Perosino ✔️ Eletto | 144 432 | 47,89 | 11 809                   | 3,92    |       |
| Noi con l'Italia - UDC | Marco Perosino ✔️ Eletto | 144 432 | 47,89 | 2 927                    | 0,97    |       |
|                        | Marta Giovannini         | 69 324  | 22,99 | Partito Democratico      | 55 698  | 18,47 |
| +Europa                | Marta Giovannini         | 69 324  | 22,99 | 11 024                   | 3,66    |       |
| Civica Popolare        | Marta Giovannini         | 69 324  | 22,99 | 1 708                    | 0,57    |       |
| Italia Europa Insieme  | Marta Giovannini         | 69 324  | 22,99 | 894                      | 0,30    |       |
|                        | Giuseppina Giambra       | 67 587  | 22,41 | Movimento 5 Stelle       | 67 587  | 22,41 |
|                        | Claudio Dutto            | 8 494   | 2,82  | Liberi e Uguali          | 8 494   | 2,82  |
|                        | Elisabetta Giovanniello  | 2 765   | 0,92  | Il Popolo della Famiglia | 2 765   | 0,92  |
|                        | Rosa Pesa                | 2 613   | 0,87  | Potere al Popolo!        | 2 613   | 0,87  |
|                        | Carlo Cerrina            | 2 407   | 0,80  | CasaPound                | 2 407   | 0,80  |
|                        | Mara Boero               | 1 669   | 0,55  | Italia agli Italiani     | 1 669   | 0,55  |
|                        | Anna Conte               | 1 200   | 0,40  | Partito Valore Umano     | 1 200   | 0,40  |
|                        | Tonino Sidari            | 868     | 0,29  | Grande Nord              | 868     | 0,29  |
|                        | Antonella Ferrarese      | 216     | 0,07  | PRI - ALA                | 216     | 0,07  |
| Totale                 | Totale                   | 301 575 | 100   |                          | 301 575 | 100   |
|                        |                          |         |       |                          |         |       |
| Voti non validi        | Voti non validi          | 14 436  | 4,57  |                          |         |       |
| Votanti                | Votanti                  | 316 011 | 76,82 |                          |         |       |
| Elettori               | Elettori                 | 411 391 |       |                          |         |       |